# Сен-Тропе (гурт)
Сен-Тропе — український хіп-хоп гурт, що співає полтавським  суржиком.

## Історія
Євген Кулик і Дмитро Гайдук закінчили Полтавський національний технічний університет імені Юрія Кондратюка, де створили «Сен-Тропе» як команду КВК. В лютому 2014 року на фіналі Полтавської ліги КВК вони зняли кліп «Стасі», завдяки якому виграли фінал. 26 лютого 2014 року вони виклали кліп на YouTube , який швидко став вірусним.
8 жовтня 2016 року «Сен-Тропе» з піснею «У селові» пройшли відбір на тренувальний табір сьомого «X-Фактору», але вже 22 жовтня вони покинули проект. Попри це, Євген і Дмитро заявляли, що участь в «Х-Факторі» це «найкрутіше, що відбулося з групою».
Гурт 3 роки поспіль вигравав гран-прі на суб-фестивалі Music Live Awards Студентської республіки.
2017 року «Сен-Тропе» випустили пародію на кліп групи ONUKA «Vidlik».
12 квітня 2020 року вийшло відео "Конєц", в якому один з учасників колективу оголосив про припинення діяльності гурту.

## Оцінки
Хіп-хоп музикант Юрій Бондарчук та репер Андрій Фріл віднесли гурт до представників українського люмпен-репу.